# Saniculoideae
Sous-famille
Les Saniculoideae sont une sous-famille de plantes à fleurs de la famille des Apiaceae.

## Liste des genres
Selon le Catalogue of Life (5 novembre 2023) :
- Actinolema Fenzl
- Alepidea F.Delaroche
- Arctopus L.
- Astrantia L.
- Eryngium L.
- Petagnaea Caruel
- Phlyctidocarpa Cannon & W.L.Theob.
- Polemanniopsis B.L.Burtt
- Sanicula L.
- Steganotaenia Hochst.

Selon le NCBI (5 novembre 2023) :
- tribu des Saniculeae
  - Actinolema
  - Alepidea
  - Arctopus
  - Astrantia
  - Eryngium
  - Petagnaea
  - Sanicula
- tribu des Steganotaenieae
  - Polemanniopsis
  - Steganotaenia